# Wende Snijders

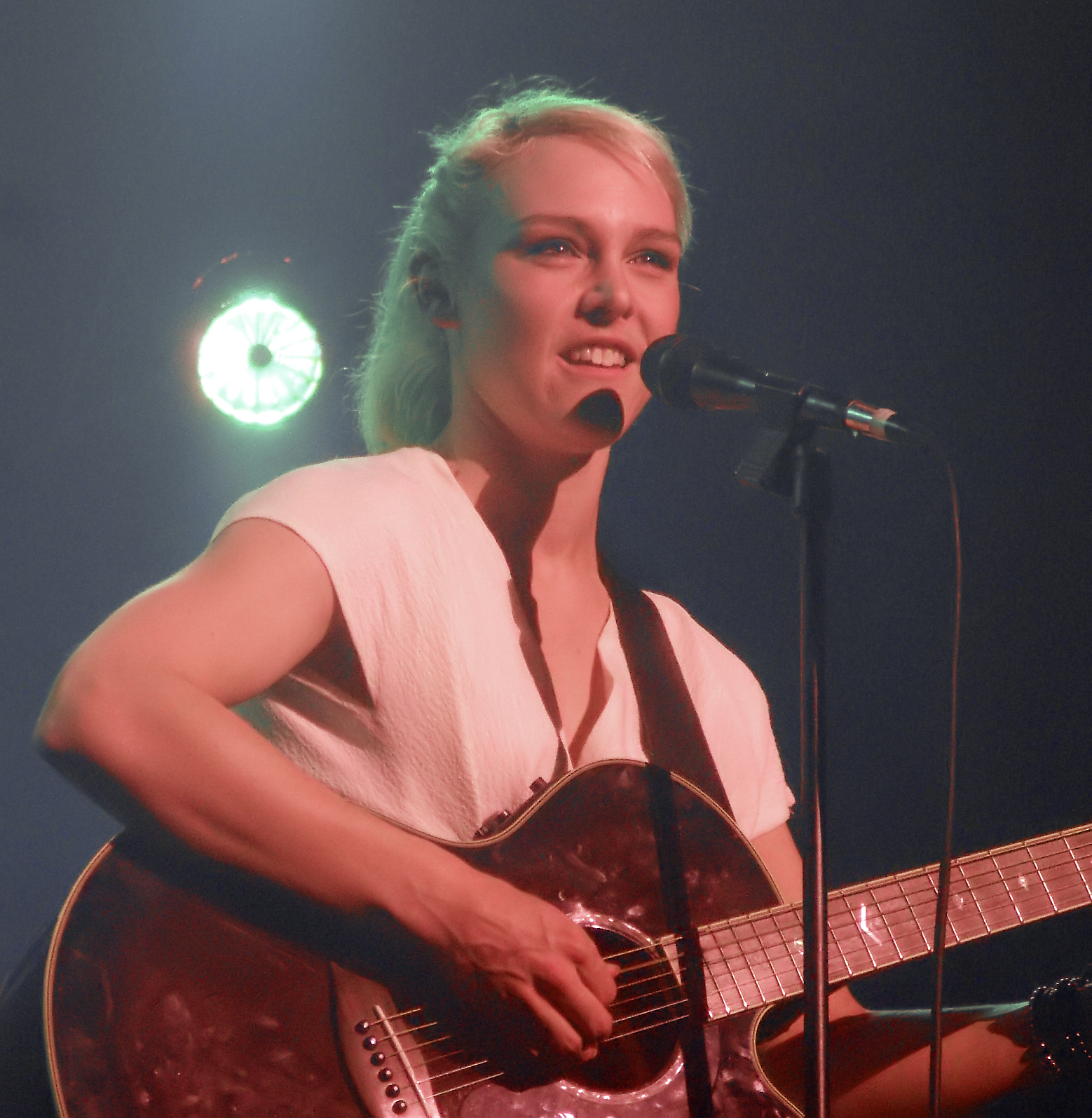
Wende Snijders (2009)

Wende Snijders (* 10. Oktober 1978 in Beckenham, London), Künstlername Wende, ist eine niederländische Chanson-Sängerin und Schauspielerin.

## Leben
Wende Snijders verbrachte ihre Kindheit in Indonesien und Guinea-Bissau, wo sie die französische Schule besuchte. Danach zog sie in die Niederlande, wo sie in Zeist in der Provinz Utrecht zur Schule ging und danach an der Amsterdamer Academie voor Kleinkunst mit dem Schwerpunkt französischer Chanson studierte (Abschluss 2002). 2001 gewann sie den ersten Preis und den Publikumspreis beim Concours de la Chanson in Amsterdam, organisiert von der Alliance française (dem Pendant zum Goethe-Institut in Deutschland). Ihr Debütalbum Quand tu dors erhielt 2005 einen Edison-Preis in der Kategorie Chanson/Kleinkunst. Im selben Jahr gewann sie den BAT-Preis (als „neues Theater-Talent“) und den Zonta-Preis. 2006 erhielt ihre DVD Au suivant einen Edison (Kategorie Nationale Musik-DVD). Für ihr zweites Album La fille noyée von 2006 erhielt sie einen Edison Jazz Award in der Sparte Weltmusik. Neben französisch (u. a. Lieder von Jacques Brel) singt sie dort auch niederländisch, z. B. Alleen de wind weet von Huub van der Lubbe, sowie eigene Lieder. 2007 sang sie unter anderem mit Jenny Arean im Theaterprojekt Het Verschil, von dem auch eine CD erschien (De Liedjes uit Het Verschil).
2015 übernahm sie eine Rolle in dem Film Die getäuschte Frau.

## Diskografie

### Alben
| Jahr | Titel                                       | Höchstplatzierung, Gesamtwochen, AuszeichnungChartsChartplatzierungen (Jahr, Titel, Platzierungen, Wochen, Auszeichnungen, Anmerkungen) | Anmerkungen |
| Jahr | Titel                                       | NL | Anmerkungen |
| ---- | ------------------------------------------- | --- | ----------- |
| 2005 | Quand tu dors                               | NL43 Platin · (18 Wo.)NL |             |
| 2006 | La fille noyée                              | NL9 Gold · (24 Wo.)NL |             |
| 2008 | Chante!                                     | NL11 (28 Wo.)NL |             |
| 2009 | No. 9                                       | NL5 Gold · (52 Wo.)NL |             |
| 2013 | Last Resistence                             | NL5 (30 Wo.)NL |             |
| 2014 | Last Resistance – The Theatre Sessions Live | NL64 (3 Wo.)NL |             |
| 2018 | Mens                                        | NL3 (10 Wo.)NL |             |
| 2023 | Sterrenlopen                                | NL2 (6 Wo.)NL |             |

Weiteres Album
- 2007: De liedjes uit Het Verschil

### Videoalben
- 2005: Au suivant
- 2008: De wereld beweegt (Dokumentarfilm von Roel van Dalen über Wende)
- 2011: Carré (Live-DVD)